# Bruce Cabot
Bruce Cabot, nome artístico de Étienne Pelissier Jacques de Bujac (Carlsbad, 20 de abril de 1904 - Woodland Hills, 3 de maio de 1972), foi um ator estadunidense, que coestrelou a primeira versão do clássico King Kong.

## Vida e carreira
Cabot era neto de um embaixador da França nos Estados Unidos e antes de começar a carreira de ator foi vaqueiro, petroleiro e boxeador.
Era um homem alto, de queixo grande, e suas façanhas fora das telas foram tão variadas quanto alguns de seus papéis nos filmes; foi um parceiro de farras do Rei Farouk do Egito, e ainda de Errol Flynn e seus amigos, dentre os quais o playboy brasileiro Jorge Guinle, nos anos 1940 - com ambos saindo com atrizes como Lana Turner, Veronica Lake e Linda Darnell. Frequentava com habitualidade as estâncias de férias e de jogos europeias, e foi grande amigo de John Wayne.
Tendo começado a carreira em Hollywood no começo da década de 1930, fez sua estreia como vilão em The Roadhouse Murder; em 1933, foi o explorador que traz para Nova Iorque o gorila gigante King Kong, atuando ao lado de Fay Wray.
Atuou em vários papéis principais em filmes variados, como Glory Command, Flying Devils, Midshipman Jack, Sundown e Wild Bill Hickok Rides. Depois passou a papéis secundários, e fez um índio em The Last of the Mohicans, e aparições em Dodge City, Susan and God e Don’t Gamble with Love. Ainda figurou em Angel and the Badman, Gunfighters, Fancy Pants e The Gallant Legion; um de seus últimos filmes foi Hellfighters, também com John Wayne, o amigo que lhe conseguia papéis nos seus últimos anos.
Diagnosticado com câncer de pulmão, submetera-se a um tratamento com radiação no Loma Linda University Medical Center; em janeiro de 1972 foi internado no Motion Picture Country House and Hospital, em Woodland Hills, onde morreu.